# Cantharidus antipodum
Cantharidus antipodum is een slakkensoort uit de familie van de Trochidae. De wetenschappelijke naam van de soort is voor het eerst geldig gepubliceerd in 1854 door Hombron & Jacquinot.